# Claustula
Claustula är ett släkte av svampar. Claustula ingår i familjen Claustulaceae, ordningen Phallales, klassen Agaricomycetes, divisionen basidiesvampar och riket svampar.
|           | Kjeldsenia                           |
|           |                                      |
|           | Gelopellis                           |
|           |                                      |
| Claustula | \| \| Claustula fischeri \| \| \| \| |
|           | \| \| Claustula fischeri \| \| \| \| |
|           | Phlebogaster                         |
|           |                                      |
|           | Claustula fischeri                   |
|           |                                      |

|  | Claustula fischeri |
|  |                    |